# Penny Arcade (historieta)
Penny Arcade es un webcómic escrito por Jerry Holkins e ilustrado por Mike Krahulik.
Penny Arcade se encuentra entre los webcomics más populares en la actualidad, con una gala de caridad para niños (Child's Play) y una convención sobre videojuegos (PAX) anual. Se estrenó el 18 de noviembre de 1998 como parte de la página web loonygames y a partir de finales de 1999 los autores lanzaron su propia página web, con nuevas tiras publicadas cada lunes, miércoles y viernes.
La tira suele estar protagonizada por los alter ego de los autores, Tycho Brahe y Jonathan Gabriel (Gabe), que representan a Holkins y Krahulik, respectivamente. Holkins y Krahulik han explicado que los personajes no fueron creados originalmente para representarlos a ellos, y por eso no son caricaturas. La decisión de hacer que los personajes fueran representaciones de los autores se hizo poco después del comienzo de la tira, y el hecho de que no tengan ningún parecido con ellos nunca ha sido considerado como un problema. Ambos personajes pasan mucho de su tiempo jugando a videojuegos y hablando de ellos, conformando la base para el humor de la tira. Otro tema, aunque menos común, es el uso de conflictos entre ambos en la vida real. La tira también hace referencia de forma ocasional a otras subculturas de Internet, y suelen aparecer también bromas privadas que son luego explicadas en los artículos de noticias que acompañan a cada tira, que suelen estar escritos por Holkins.
Krahulik y Holkins viven de Penny Arcade, convirtiéndolos en unos de los pocos artistas de webcomics que se dedican a sus creaciones a tiempo completo. Durante un tiempo se aceptaron donaciones, pero ahora los ingresos de la página se basan exclusivamente en la venta de productos relacionados con la tira y publicidad. Según Holkins, la página recibe más de dos millones de visitas diarias, sin incluir el acceso a los foros.